# Offshore Oil Engineering
Offshore Oil Engineering (chinois : 海洋石油工程股份有限公司 ; pinyin : Hǎiyáng shíyóu gōngchéng gǔfèn yǒuxiàngōngsī) est une entreprise chinoise spécialisée dans l'installation et la maintenance de plateformes pétrolières offshore, y compris la pose de oléoducs sous-marins.